# 龟井贯一郎
龟井贯一郎（日语：亀井 貫一郎/かめい かんいちろう，1892年11月10日—1987年4月7日），日本外交官、政治家。曾参与三月事件、十月事件。

## 生平
1892年，出生于伯爵家庭。
1913年，毕业于东京第一中学。
1917年，毕业于东京帝国大学法学院。
1917年，任日本驻中国天津总领事馆副领事。
1918年，任日本驻美国纽约总领事馆副领事。
1922年，任公共关系司外交部秘书。
　　
1924年，辞职。
1928年，以社会民主党代表进入国会。
1931年，参加工会活动。
1940年，任外交和远东事务科科长。
1942年，入狱。
1945年，配合美军的咨询工作。
1987年，去世。

## 著作
- 《德国的战争经济》
- 《亚洲人的道路》
- 《日本简史》